# کاتوکوپیا
کاتوکوپیا (به لاتین: Katokopia) یک روستا در قبرس است که در ناحیه نیکوزیا واقع شده‌است.

## خصوصیات
کاتوکوپیا ۸۱۷ نفر جمعیت دارد.